# Сапотеки
Сапотеки (сапотекською: Didxažoŋ) — корінний індіанський народ у Мексиці, засновник сапотекської цивілізації з центром у Монте-Албані, однієї з найдавніших у Месоамериці, котра досягла найбільшого розквіту в VII ст. Проживають переважно у штаті  Оахака та сусідніх штатах Веракрус, Ґерреро, Чіапас, здебільшого сільське населення.

## Населення
Сучасна чисельність сапотеків оцінюється приблизно від 800 тис. до 1 млн осіб. Сапотеки не мають єдиної етнічної самосвідомості, метисовані, здавна мали контакти з народами міхе, соку, уаве, чонталь та зазнали їхнього культурного впливу.

## Назва
Називають сапотеки себе «Be'ena'a» («народ»).
Назва сапотеки походить з мови науатль tzapotēcah (в однині tzapotēcatl). Ацтеки називали сапотеків «цапотеках» (в однині «цапотекатль»), тобто жителями місця, де росте сапотове дерево.

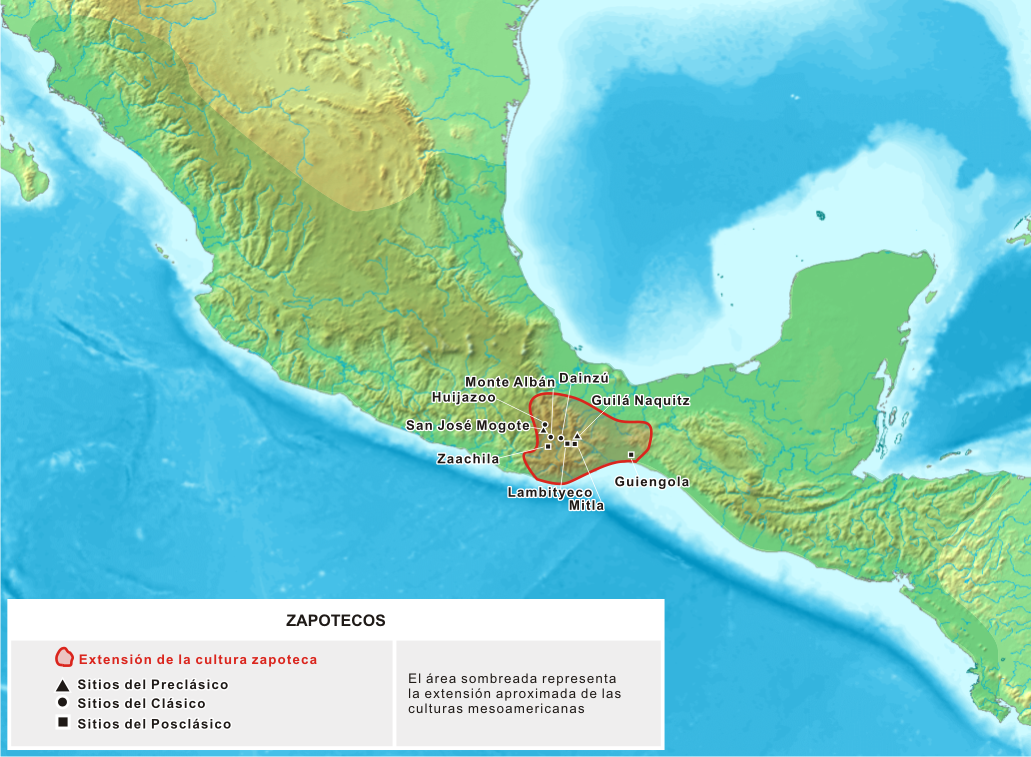
Мапа поширення сапотекської цивілізації

## Історія
Перші сапотеки прийшли в Оахака з півночі, ймовірно, у 1000 році до нашої ери. Найперші постійні поселення у різних районах Оахаки з'являються між 1500 і 1400 рр. до н. е., це були поселення, які переважно займалися землеробством і тваринництвом. У періоді між 1150 і 850 рр. до н. е. найбільшим поселенням Оахаки є Сан-Хосе-Моготу, яке складалося з 80-120 будинків, на місці розкопок були знайдені скам'янілі плоди кукурудзи, чилі та авокадо. Найбільшими й найвідомішими містами сапотеків були Монте-Албан і Мітла.

## Культура

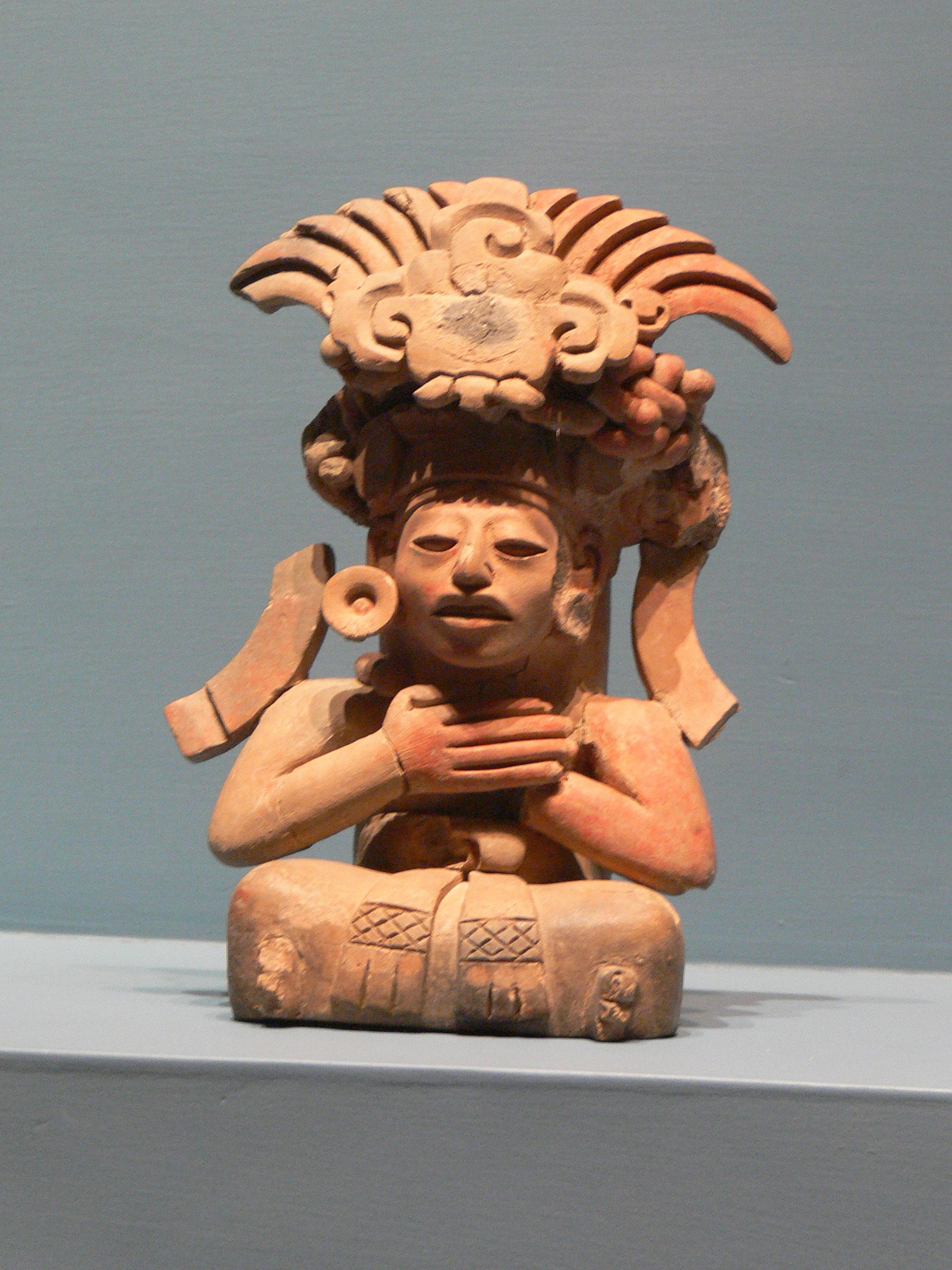
Статуя жерця. Монте-Албан

### Мова
Сапотеки мають власну мову, що належить до сапотекської групи отомангейської мовної сім'ї. Діалекти: східний гірський, північний гірський, рівнинний.
У давнину в сапотеків існувала власна сапотекская писемність, поки не дешифрована. Сапотеки користуються латиницею на основі іспанської орфографії.

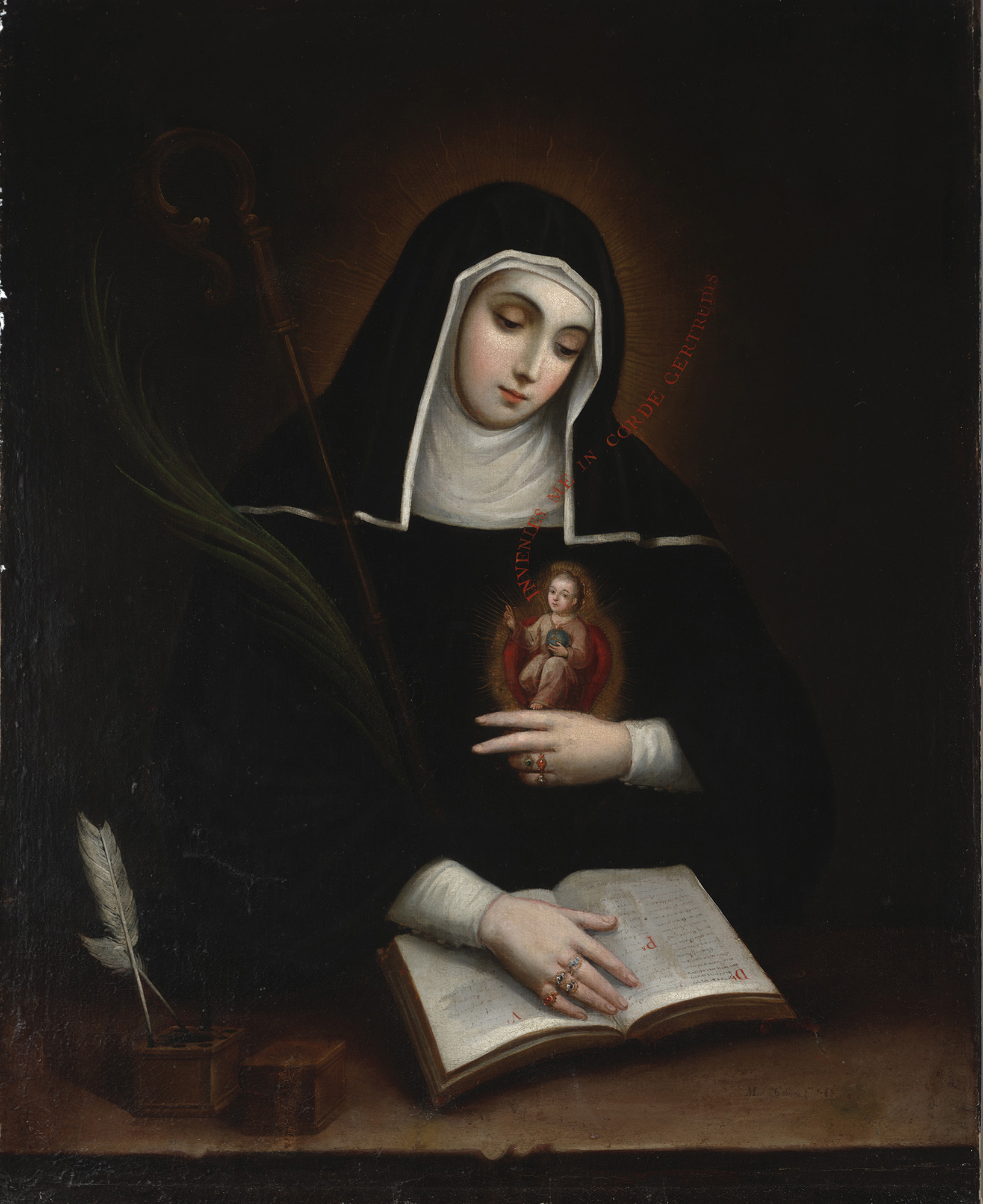
Міґель Кабрера. Св. Гертруда. 1763. Далласький музей мистецтв.

### Релігія
Оскільки сапотеки займалися землеробством, їхнім головним божеством був бог дощу, крім нього вони поклонялися 4 іншим богам. У календарі сапотеків тривалість року становила 260 днів.
Тепер переважна більшість сапотеків є римо-католиками але багато з них зберігають традиційні вірування.

## Відомі сапотеки
- Міґель Кабрера — найбільший художник Нової Іспанії.
- Інес Рамірес Перес — жінка, що зробила сама собі кесарів розтин і народила здорову дитину.
- Беніто Пабло Хуарес — мексиканський політичний діяч, національний герой Мексики.
- Руфіно Тамайо — мексиканський художник модерніст, представник мексиканського монументалізму.